# Чероки
Вижте пояснителната страница за други значения на Чероки.
Чероки (самоназвание „ани-юнуия“ или „ани-яя“ – хора, човешки същества) са индианско племе от югоизточната част на САЩ. Езиково принадлежат към семейството на ирокезките езици. През 19 век чероките са смятани за едно от петте цивилизовани племена, чиято култура и начин на живот претърпяват огромни промени в годините след контакта с европейците. Постиженията им в изкуството, културата и икономиката са забележителни и извършени почти изцяло със собствени усилия. Чероките първи от всички северноамерикански племена заменят старите племенни съвети с парламент с две камари и приемат собствена конституция. Създават собствени съдилища и училища и достигат стандарт на живот, който става обект на завист у белите им съседи. След създаването на черокската азбука от Секвоя през 1821 г., в рамките на няколко години народът чероки става грамотен. В началото на 21 век равнището на образование и стандартът на живот се нареждат сред най-високите сред всички индиански племена в САЩ. Според преброяването от 2000 година в САЩ живеят 300 000 потомци на чероки, повечето от тях съсредоточени в Оклахома и двете Каролини. Това прави чероките най-голямото племе в Северна Америка. Мнозинството чероки днес принадлежат към трите федерално признати племена.
- Източна група на индианците чероки, живеещи в свой резерват (260 кв. км) в западна Северна Каролина (около 13 000 души).
- Обединената група Китууа на индианците чероки, разположена в североизточна Оклахома с над 14 000 членове.
- Нация чероки в Оклахома с около 290 000 членове.

Отделно има още около 50 групи в 12 щата, които претендират, че са чероки, но нямат федерално признаване.